# Xenos

Logo des Xenos-Bundesprogramms

Xenos (vom altgriechisch ξένος xénos, deutsch ‚fremd‘; Substantiv: der Fremde) wurde als Teilprogramm des 2001 von der deutschen Bundesregierung gestarteten Aktionsprogrammes Jugend für Toleranz und Demokratie ins Leben gerufen. Es trug den Beinamen „Leben und Arbeiten in Vielfalt“ und endete zum 31. Dezember 2007. Das Nachfolgeprogramm „XENOS – Integration und Vielfalt“ startete 2008 und war bis 2014 angesetzt.

## Aufgaben/Förderschwerpunkte
Die förderungsfähigen Maßnahmen sind insgesamt vier Förderschwerpunkten zugeordnet:
- Integrierte lokale Projekte, mobile Beratungsteams und Expertenpools zielen auf die Förderung lokaler und regionaler Kooperationen
- Engagement und Gastfreundschaft offen zeigen (zum Beispiel Akzeptanz von Ausländern)
- Maßnahmen in Schule, Beruf und Betrieb ergänzen bestehende Projekte
- Schulung in sozialer Kompetenz